# Tolga Öngören
Tolga Mevlüt Öngören (* 18. August 1963) ist ein türkischer Basketballtrainer, der neben Vereinen in seinem Heimatland, wo er einmal türkischer Meister und zweimal Pokalsieger wurde, auch Vereine in der deutschen Basketball-Bundesliga trainiert hat.

## Werdegang
Als Spieler stand Öngören lange Zeit in Diensten von Tofaş Bursa. Nach dem Karriereende als Spieler war er ein Jahr als Trainerassistent für die Boilermakers der Purdue University in der NCAA in den Vereinigten Staaten tätig. Nach seiner Rückkehr wurde er bei Tofaş Assistent von Cheftrainer Jasmin Repeša. 1999 gewann man die türkische Meisterschaft, den türkischen Pokalwettbewerb und den türkischen Präsidentenpokal. Als Repeša in der folgenden Saison überraschend zurücktrat, übernahm der unerfahrene Öngören Cheftraineramt. Die Mannschaft umfasste damals namhafte Spieler wie David Rivers, Slaven Rimac, Rashard Griffith und den jungen, aufstrebenden Mehmet Okur. Die 1999 erstmals in der Vereinsgeschichte errungenen Titel in Meisterschaft und Pokal konnten erfolgreich verteidigt werden.
Einen weiteren Pokalsieg errang Öngören als Trainer von Ülkerspor in der Saison 2002/03, in der die Meisterschaft im entscheidenden siebten Endspiel gegen Titelverteidiger und Rekordmeister Efes Pilsen Istanbul verloren ging. In der folgenden Spielzeit trat er als Trainer von Ülker zurück und wurde kurzzeitig Trainer von Türk Telekom in der Hauptstadt Ankara. Im Jahre 2005 kehrte er zu Tofaş zurück und führte den Verein in die erste Liga zurück. Mit der Niederlage am letzten Spieltag der Saison 2006/07 gegen Efes Pilsen fiel man jedoch auf einen Abstiegsplatz zurück.
Im Januar 2008 übernahm Öngören den abstiegsbedrohten deutschen Bundesligisten Walter Tigers Tübingen und schaffte den Klassenerhalt. Nach finanziellen Schwierigkeiten des Vereins trennten sich die Wege von Öngören und Tübingen am Ende der darauffolgenden Saison. Er wurde neuer Trainer des Bundesligisten EnBW Ludwigsburg. Doch auch mit Öngören schaffte es der Verein erneut nicht, in die Play-offs um die deutsche Meisterschaft einzuziehen. Daraufhin wurde sein Vertrag zur Saison 2010/11 nicht verlängert. Sein Nachfolger in Ludwigsburg wurde Markus Jochum.
Öngören kehrte in sein Heimatland zurück und wurde Manager von Tofaş Bursa.